# سریال آبکی
سریال آبکی یا سریال احساسی (به انگلیسی: ‏soap opera, daily soap یا به‌اختصار soap) اصطلاحی است که به گونه‌ای مجموعه تلویزیونی یا سریال رادیویی اشاره می‌کند که در آن «پیش از رسیدن به پایان خوش، غم ملودرامی را تا جا دارد کش می‌دهند». رخدادهای این سریال‌ها معمولاً بر احساسات زیاد تکیه دارند.
جسور و زیبا و دالاس نمونه‌ای موفق از این سریال‌ها هستند که در جهان پربیننده شدند.

## وجه تسمیه
اپرای صابونی یا نمایش صابونی (به انگلیسی: Soap Opera) اصطلاحی است که کاربرد آن در زبان انگلیسی به دهه ۱۹۳۰ بازمی‌گردد و برای اشاره به این سریال‌ها به‌کار می‌رود. این اصطلاح تحقیرآمیز، به این اشاره دارد که سازندگان نمایش‌های رادیویی برای دریافت تبلیغات بیشتر ، (که بیشتر آن‌ها تبلیغ صابون بودند) سریال‌های خود را بی‌جهت طولانی می‌کردند.
این نام گذاری می‌تواند به مفهوم آب بستن هم اشاره کند که با مخلوط کردن شیر با آب حجم آن را زیاد می‌کردند.

## نقد
بیشترین انتقادها به این سریال‌ها توسط اندیشمندان ضد امپریالیستی انجام شده‌است که عموماً آن‌ها را ابزار امپریالیسم فرهنگی دانسته‌اند. استفاده از جاذبه‌های جنسی در این سریال‌ها نیز از موارد انتقاد بوده‌است.

## در ایران
در ایران گاه به این سریال‌ها، سریال خانوادگی گفته می‌شود. صدا و سیما بخشی از زمان خود را به پخش سریال‌های موسوم به آبکی اختصاص می‌دهد. شبکه‌های ماهواره‌ای فارسی‌زبان نیز به پخش سریال‌های آبکی معمولاً ترکی می‌پردازند.